# Patrice Zonta
 (septembre 2014).
Patrice Zonta est acteur et metteur en scène, membre de Ligue d'Improvisation Française depuis 1985. Après une maîtrise de psychosociologie, théâtre et audiovisuel, il se forme auprès de C. Boso de la Commedia dell arte, de l'Acteur Studio, du GITIS de Moscou, et de l’institut international de Lectoure. Des rencontres et collaborations se suivent qui le mèneront à réaliser une carrière au théâtre et à la télévision pour laquelle il joue et écrit régulièrement depuis 30 ans. Sa mère est Mireille Zonta, son frère est Thierry Zonta, sa nièce est Claire Zonta, sa fille est Mélanie Zonta et sa petite nièce est Julia Zonta

## Théâtre

### Comédien
- Léonard de Vinci et le bal des planètes de G. Gilet, m. en sc. J-Louis Dumont, Clos Lucé – Amboise : Léonard de Vinci
- La Tempête  de W. Shakespeare, m. en sc. L. Cocito, théâtre de Marny,  La Cartoucherie – Vincennes : Gonzalo
- L’emmerdeur de F. Veber, m. en sc. M. Morel, comédie de Tours : François Pignon
- George Dandin de Molière avec le Théâtre de l’Ante -Tournée en Touraine : Mr De Sotenville
- Contes à Dormir debout  au Centre Culturel des Mares plates – Normandie
- Maman Sabouleux et les prétendus de Gimblette de Labiche, théâtre de l’Ante - Tournée en Touraine : rôles titres
- Le Grumeau à la Comédie de Tours, m. en sc. M. Morel : Daniel Profit
- Œdipe-Roi de Sophocle, m. en sc. M. Debono, théâtre de la Cachette - Paris 13e,   Salle G. Philippe de Lisses : Tirésias
- Roméo et Juliette de W. Shakespeare, m. en sc. P. Boronad et A.- L. De Ségogne, Cie Cache-Cache et 7 épées, théâtre de Mennecy : Capulet
- La belle au bois de J. Supervielle, m. en sc. J. L. Dumont, théâtre de l’Ante - Région centre : Barbe bleue
- 5 romans de Jules Verne en une heure 10 , m. en sc. J. L. Dumont - Théâtre de l’Ante - Tours
- La règle du jeu de Renoir, adaptation de et par V. Tanase,  théâtre du Trianon : le général
- Le mourant réfractaire de G. Gilet, m. en sc. J.L. Dumont, Théâtre de l’Ante - Tours : Tabarin, l’Orviétan et Cyrano
- 28 ans 2mois et 19 jours, adaptation et m. en sc. de M. Debono (Th. de La Forêt), théâtre de Mennecy, théâtre des 5 diamants, au Lucernaire et au Festival d’Avignon : Robinson
- Antigone de Sophocle, m. en sc. J.L. Dumont, théâtre de l’Ante - Tours : Créon
- La Mouette d’A. Tchekov,  m. en sc. V. Tanase (Cie TADA), Lucernaire puis en tournée province et étranger : Sorine
- POL de A. Didier-Weill, m. en sc. T. Der’ven, théâtre du NO : Julien Strudel
- Le discours de réception du diable à l’entrée à l’académie française de H.-F. Blanc, m. en sc.  M. Debono - Th. de la Forêt, Salle G. Philippe de Lisses, Avignon 2003 : Lucifer
- Les 3 sœurs d’A. Tchékov,  m. en sc. A. Coutureau, Théâtre du Nord-Ouest : Kouliguine
- Les fiancés de Lôches de G. Feydeau,  m. en sc. Tayra, le Lucernaire : Séraphin
- Vive l’amour de B. Drouart, m.en sc. H. Oddoz, Th. D’Edgar : Roger
- Les crétins verts dans le spectacle de fin d’année, co-écriture, le Déjazet : DRH
- Somnolente mésaventure de Mazilu, m. en sc. V. Tanase, le Lucernaire, Brive : Antoine
- Parlons-en comme d’un créateur…de Zorine m. en sc V. Tanase, le Lucernaire : l’auteur
- Au-delà de la thérapie de C. Durang, m. en sc. S.Eigerman, la Gaieté : Bob
- Théâtre de rue, CIA Montpellier, Carnaval de Venise (Commedia)
- Les Feux de la Gloire - de et m.e.s. par Marc Saez

### Mise en scène
- Moi ma mère elle m’a jamais rien dit d’après Confidences nocturnes d’O. Bordaçarre, avec V. Lesage et S. Gréaume de la compagnie La Clef Festival d’Avignon 2013, théâtre du plessis – Tours,  Ballancourt sur Essonnes.
- Pourquoi s’ privé de Moussard, théâtre du Chaudron - La Cartoucherie - Vincennes
- La chasse au SNARK de L. Carrol, théâtre de l’Océan - FAC de Strasbourg
- Les Troyennes de J.P. Sartre m. en sc. J. Strasberg (assistant à la m. en sc.)

## Écriture et direction
Court-métrage Jean & Jean sur J. Cocteau
Accompagnement artistique de J.L. Reichmann pour le rôle de Richard Brady (+ de 7M de téléspectateurs) et d'Antoine Blondin
Écriture et coaching sur l’émission Attention à la marche avec J.L. Reichmann, TF1
Écriture et rôles pour les émissions : Garçon la suite, Super Nana, Osons et Le grand bluff de et avec P.Sébastien
Écriture et réalisation d’un pilote humoristique de 52 min L’aventure
Écriture et co-direction artistique pour 438 émissions du Tapis vert : une centaine de rôles, TF1 
Écriture et jeu d émissions de caméras cachées de Jean Yanne avec Laurent Bafie
Écriture et jeu d’une émission de caméras cachées de Patrick Timsitt
Création et co-direction le Théâtrébauche à St Geneviève des bois, Brétigny et St Michel sur Orge

## Filmographie

### Cinéma
Hiver 54  de D. Amar avec L. Wilson : l’envoyé du ministère

### Télévision
- Les hommes de l’ombre de F. Tellier, France 2 : le militant syndicaliste
- 3 filles en cavale avec I. de Botton, Mimi Matty, et M. Bernier : le président du club bouliste
- Joséphine, ange gardien - épisode : Ennemis jurés (série TV) : Le producteur
- Le monde est petit, téléfilm de Régis Musset, TF1 : le clow
- Qui va à la chasse…TV-film d’O. Laubacher avec  B. Lecoq, C. Lépine, C.Sinniger, M. Bernier et P. Légitimus. France 3 (+ de 4 M de téléspectateurs) : Mr Pelletier
- Fred et son orchestre n° 3 réal. M. Watteaux avec Michel Leeb : le patron du bar
- Le 1er clip de « Sayan supa crew » : le garde forestier
- Une femme d'honneur  réal. P. Monnier avec C. Touzet, TF1 : Mr Sanchez
- Joséphine, ange gardien  avec Mimi Mathy, TF1 : l'inspecteur de police
- Un bébé noir dans un couffin blanc réal. L. Dussaux, FR3 : Eric Lacoste
- Hors-piste de O. Laubacher avec M. Lamotte, réal. : A. Baudy, France 3 : le contrôleur
- Les enfants d’abord de C. Huppert avec G. Marchand, France 2 : le gardien de l’agence
- Commissaire Moulin : mon ami le voyou  avec Y. Régnier : le journaliste TV
- Anne Le Guen : excursion  avec F. Cottençon : Mr Givry
- La Reine et le Cardinal, téléfilm de Marc Rivière : Charton
- Une femme d'honneur - épisode :  À corps perdus (série TV) : Le chauffeur de taxi
- Joséphine, ange gardien - épisode : Romain et Jamila
- Cavalcade, avec R. Magdane et E. Bourgine, téléfilm de Daniel Janneau : Mr Leroyer
- Julie Lescaut - épisode : Délit de justice (série TV) : Employé Ministère des affaires étrangères
- Choucroute garnie de L. Moussard , Antenne 2 : Isker le vétérinaire
- Les vagabonds de la bastille : Michel Andrieu le cocher
- Série avec Philippe Clay : Marion Sarrault le charpentier
- Téléfilm avec Stéphane Freiss : Léonard Keigel le journaliste
- Des épinards dans les baskets réalisé par Laurent Lévy, Pierre Cavasiles (série de 36 épisodes) : Gérard

## Doublage
200 films et TV-films pour SIS, PM, Sonorinter, Sofi, Européenne de doublage, Karina-film, Avia-film, Synchro 7, les Dubbing Brothers et notamment :
- Steven Seagal dans Mission Alcatraz : Sascha Petrosevitch
- Brian Goodman dans Fast and Furious: Tokyo Drift : Mr Boswell

## Publicité
- Balsen : les peppies  pour Téléma de S. Karmann : l’homme seul dans « le proverbe »
- RTL  de H. Hiolle : le trouillard dans « la spéléo »
- Crédit agricole : les prêts malins  de O. Legan : Le client dans « L’ami »
- Loto belge  de V. De Bruze : L’homme-poule
- Hasbro : la bonne paye  de V. De Bruze Le coiffeur fou
- Ricard  pour l’international en référence au film : « Le salaire de la peur » : Le transporteur
- Crédit mutuel  de P. Liorret : le mari
- Rizetto de Panzani de P. Harel
- La sécurité informatique  d’Y. Pedron : le mari
- Bénénuts de J.P. Vergnes
- Le Loto,
- Le Crédit Agricole : « Vos besoins parlons-en »
- Touring-club de France,
- Daddy sucre de M. Fraudreau, : le psy
- Les Hôtels Baladins,
- Renault et La Salade minute de Pascal Thomas
- Matra  réal. Yves Pedron : the drummer
- TV/Ciné : Hachette opéra de R. Raynal : cascade d’escrime ancienne
- Affiches : Magasins ED, Volvo
- La retraite campagne d’information des caisses d’assurance

## Improvisation
- Impropos, spectacle expérimental d’improvisation avec un quartet de jazz, le Petit Faucheux – Tours, théâtre de Cano Lopez – La Riche
- L’improbable cabaret de tous les défis, Verdun - Touraine - Paris
- Etat brut,  avec la LIFI de et par M. Lopez, au « Dansoir de Karine Saporta », esplanade de la bibliothèque nationale  F. Mitterrand
- L’île Marivaux, spectacle en partie improvisé et librement inspiré de l’ïle des esclaves de Marivaux, maître du jeu et m. en sc. J.L. Dumont. Tournée d’été en région centre : Arlequin ou Iphicrate
- La ligue d’impro à Paris Espace Reuilly – Élysée Montmartre, joueur en région : La Pléïade à La Riche, Le Ligéria à Montlouis sur Loire, Salle Oésia à Notre dame d’Oé, L’Escale à St Cyr sur Loire : arbitre
- Ecrivez on tourne : 20 spectacles de 2 heures, originaux et totalement improvisés sur la musique du groupe de jazz « Off-7 », Lyon et Avignon 97 au Big-bang
- La ligue d’impro : manage l’équipe des rouges, théâtres de Clichy et de Vanves, tournée en province, et théâtre de la Ménagerie du Cirque d’hiver
- Arbitre mythique de la Ligue d’Impro (5 saisons) au Bataclan